# Alessia Gazzola
Alessia Gazzola (Messina, 9 aprile 1982) è una scrittrice italiana conosciuta principalmente per i romanzi con protagonista Alice Allevi. 
La serie, best seller in patria, è stata tradotta in Germania, Francia, Spagna, Turchia, Polonia, Serbia e Giappone e adattata per il piccolo schermo dalla RAI.
Il genere letterario più rappresentativo delle opere di A. Gazzola è la cosiddetta chick lit, ibridato (nella serie con protagonista Alice Allevi) con gli elementi macabri del giallo e del thriller.

## Biografia
Dopo la maturità classica al liceo "Giuseppe La Farina" di Messina, ha deciso di coltivare la passione per la scrittura solo come hobby e di perseguire un altro tipo di carriera. Laureatasi in Medicina all'Università di Messina, si è specializzata in medicina legale nel 2011. Ha svolto la professione di medico legale fino al 2017, anno in cui l'ha abbandonata per dedicarsi a tempo pieno alla scrittura.
Vive a Verona con il marito. La coppia ha due figlie: Eloisa nata nel 2013 e Bianca nel 2015.

### Carriera

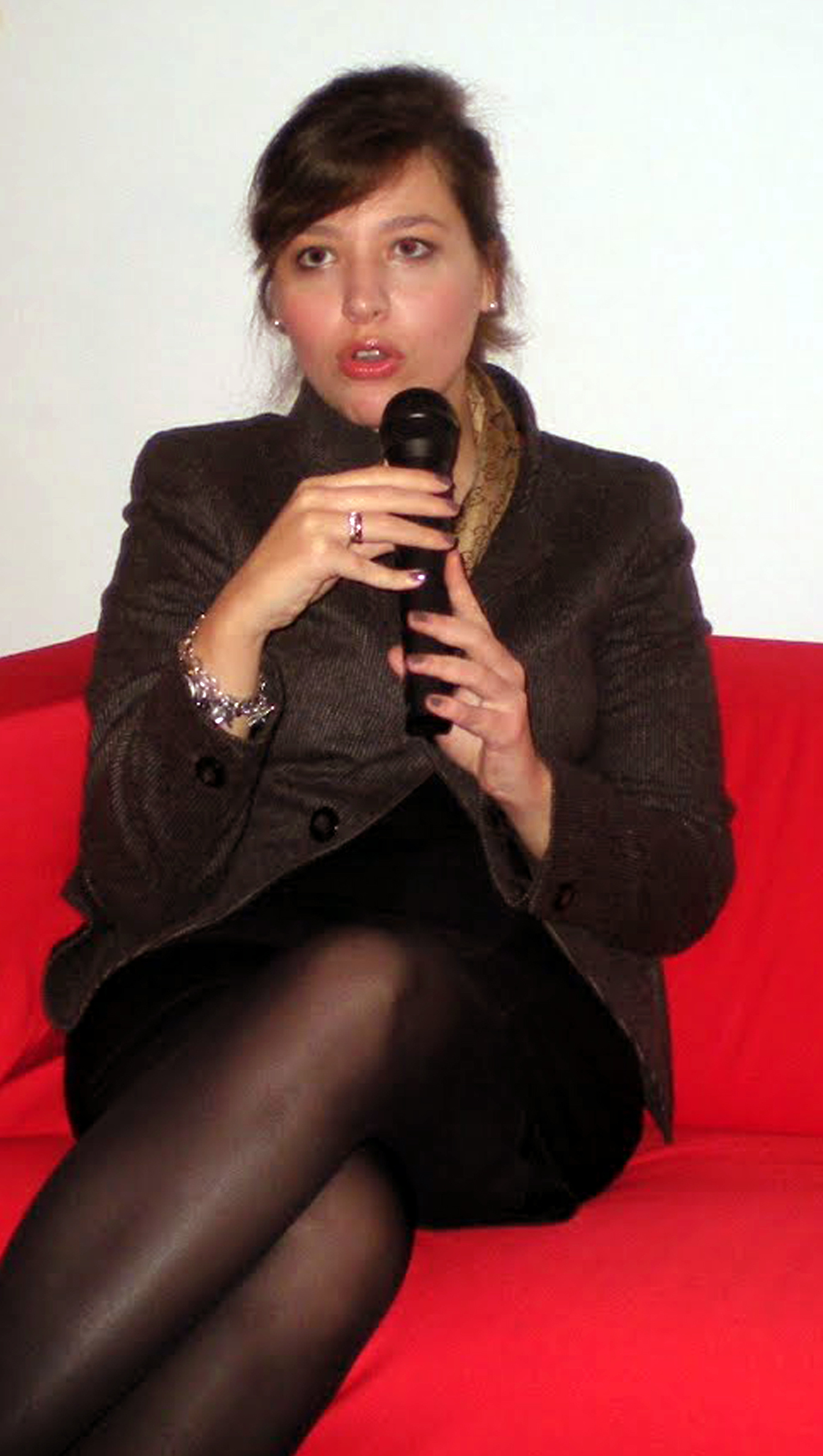
Alessia Gazzola nel 2011

Ha esordito nella narrativa con L'allieva (Longanesi, 2011) caso letterario dell'anno per l'alto numero di copie vendute da un'opera prima. Gazzola ha più volte dichiarato che la prima avventura dell'aspirante medico legale Alice Allevi, pasticciona, ma dotata di grande intuito investigativo, era nata inizialmente solo come valvola di sfogo alle difficoltà del primo anno da specializzanda all'Istituto di Medicina Legale di Messina. Terminato il romanzo, Gazzola ha però deciso di tentare la strada della pubblicazione e, tramite un'agente letteraria, ha proposto il manoscritto a tre case editrici. Accettato da tutte e tre, è stato poi edito da Longanesi, che ne ha scelto il titolo per la pubblicazione.
A L'allieva hanno fatto seguito altri otto romanzi (e il racconto breve Un regalo inatteso) con la stessa protagonista, uno dei quali si colloca temporalmente prima degli eventi descritti nel romanzo d'esordio, costituendone, di fatto, un prequel. Tutti i libri della serie hanno riscosso un ottimo successo di vendite (oltre 370 000 copie in Italia dal 2011 al 2016) e Endemol Shine Italy e Rai Fiction ne hanno acquistato i diritti per una serie televisiva le cui riprese sono iniziate nel 2015. Gazzola figura come partecipante alla stesura dei soggetti e delle sceneggiature. Nel primo episodio, tratto da Sindrome da cuore in sospeso, è comparsa anche in un breve cameo.
Durante la collaborazione con la Rai, Gazzola ha concepito lo spunto per un nuovo romanzo. La commedia romantica Non è la fine del mondo, la cui protagonista lavora come stagista per una società di produzione cinematografica di Roma, è uscito nelle librerie nel maggio del 2016, edito da Feltrinelli.
Nello stesso anno, il sesto romanzo con protagonista Alice Allevi è stato pubblicato da Longanesi in concomitanza con la messa in onda della serie tv, tratta da Sindrome da cuore in sospeso, L'allieva e Un segreto non è per sempre. Trasmessa in prima serata su Rai 1 dal 27 settembre al 31 ottobre 2016, la serie televisiva L'allieva con Alessandra Mastronardi e Lino Guanciale ha ottenuto oltre il 21% di share con una media di 4.800.000 spettatori, venendo riconfermata per una seconda e una terza stagione (andate in onda nel 2018 e nel 2020).
Nel dicembre 2016 la LUISS ha riconosciuto a Gazzola un diploma universitario ad honorem in Creative Business.
Nel 2019 l'ottavo romanzo della serie con Alice Allevi ha vinto il premio Premio Bancarella. Nello stesso anno sono stati pubblicati: da Garzanti Lena e la Tempesta e da Longanesi Questione di Costanza, primo titolo di una nuova serie con protagonista Costanza Macallè. La serie in tre volumi è stata completata con l'uscita dei libri Costanza e buoni propositi nel 2020 e La costanza è un'eccezione nel 2022. Nella primavera del 2024 è stato annunciato l'inizio delle riprese della serie RAI Costanza, tratta dal romanzo “Questione di Costanza”. Le otto puntate della prima stagione sono andate in onda con buon successo di pubblico su Rai 1 dal 30 marzo al 13 aprile 2025. Dopo il successo della serie, il 1 luglio 2025 è uscito presso Longanesi Costanza volume che raccoglie tutti i titoli della serie con protagonista la paleopatologa messinese.
Nel 2021 sono usciti: per Longanesi il nono romanzo della serie di Alice Allevi e per Garzanti Un tè a Chaverton House.
Nel 2023 è uscito nella collana Passaggi di dogana delle Edizioni Perrone A Verona con Romeo e Giulietta, una guida della città di Verona sotto il profilo letterario, in cui la storia della città si intreccia con quella della tragedia shakesperiana. Nello stesso anno Gazzola ha pubblicato con Longanesi il romanzo Una piccola formalità.
Nel 2024 ha visto la luce una nuova eroina, protagonista di una serie  ambientata nell’Inghilterra d'inizio '900: a fine anno è uscito per Longanesi Miss Bee e il cadavere in biblioteca, mentre il 14 gennaio 2025 è stato pubblicato il seguito: Miss Bee e il principe d’inverno. Il terzo titolo della serie, Miss Bee e il fantasma dell'ambasciata, è uscito il 18 marzo 2025.

## Opere

### Serie con protagonista Alice Allevi
- L'allieva, Milano, Longanesi, 2011, ISBN 9788830429970.
- Un segreto non è per sempre, Milano, Longanesi, 2012, ISBN 9788830432161.
- Sindrome da cuore in sospeso, Milano, Longanesi, 2012, ISBN 9788830434103.
- Un regalo inatteso, Milano, Longanesi, 2013, ISBN 9788830438613
- Le ossa della principessa, Milano, Longanesi, 2014, ISBN 9788830437173.
- Una lunga estate crudele, Milano, Longanesi, 2015, ISBN 9788830440968.
- Un po' di follia in primavera, Milano, Longanesi, 2016, ISBN 9788830447035.
- Arabesque, Milano, Longanesi, 2017, ISBN 9788830448797.
- Il ladro gentiluomo, Milano, Longanesi, 2018, ISBN 9788830449633.
- La ragazza del collegio, Milano, Longanesi, 2021, ISBN 9788830455108.

### Serie con protagonista Costanza Macallè
- Questione di Costanza, Milano, Longanesi, 2019, ISBN 9788830452497.
- Costanza e buoni propositi, Milano, Longanesi, 2020, ISBN 978-8830452503.
- La costanza è un'eccezione, Milano, Longanesi, 2022, ISBN 9788830459342.
- Costanza: Questione di Costanza-Costanza e buoni propositi-La Costanza è un'eccezione, Milano, Longanesi, 2025, ISBN 9788830464087.

### Serie con protagonista Miss Bee
- Miss Bee e il cadavere in biblioteca, Milano, Longanesi, 2024, ISBN 9788830462182.
- Miss Bee e il principe d'inverno, Milano, Longanesi, 2025, ISBN 9788830462694.
- Miss Bee e il fantasma dell'ambasciata, Milano, Longanesi, 2025, ISBN 978-88-304-6270-0.
- Miss Bee e il giardino avvelenato, Milano, Longanesi, 2025, ISBN 9788830464063

### Altre opere
- Sbocciano i fiori del male, racconto contenuto in Nessuna più: quaranta autori contro il femminicidio, Roma, Elliot, 2013, ISBN 9788861923416.
- Non è la fine del mondo, Milano, Feltrinelli, 2016, ISBN 9788807031885.
- Lena e la tempesta, Milano, Garzanti, 2019, ISBN 978-8811608110
- My sweet quarantine, racconto contenuto in Andrà tutto bene. Gli scrittori al tempo della quarantena, Milano, Garzanti, aprile 2020, ISBN 9788811816331
- Un tè a Chaverton House Milano, Garzanti, 2021, ISBN 9788811817925
- A Verona con Romeo e Giulietta Roma, Giulio Perrone Editore, 2023, ISBN 9788860046833
- Una piccola formalità, Longanesi, 2023, ISBN 9788830460041

### Audiolibri
- Non è la fine del mondo letto da Cristiana Capotondi, collana Pop, Emons Audiolibri, 9 febbraio 2017, ISBN 9788869861208.
- L'allieva letto da Valentina Mari, collana Audiolibri, Salani, 2018, ISBN 9788893815536.